# Distretto di Güzelyurt (Turchia)
Il distretto di Güzelyurt (in turco Güzelyurt ilçesi) è uno dei distretti della provincia di Aksaray, in Turchia.